# La Pobla Tornesa
Puebla Tornesa är en ort i Spanien.   Den ligger i provinsen Província de Castelló och regionen Valencia, i den östra delen av landet, 300 km öster om huvudstaden Madrid. Puebla Tornesa ligger 300 meter över havet och antalet invånare är 707.
Terrängen runt Puebla Tornesa är kuperad åt sydost, men åt nordväst är den platt. Runt Puebla Tornesa är det tätbefolkat, med 308 invånare per kvadratkilometer. Närmaste större samhälle är Castelló de la Plana, 13,6 km söder om Puebla Tornesa. 